# Lónya
Lónya ist eine ungarische Gemeinde im Kreis Vásárosnamény im Komitat Szabolcs-Szatmár-Bereg. Sie liegt im Nordosten des Landes am linken Ufer der Theiß und hat 1052 Einwohner (Stand 1. Januar 2022).

## Geschichte
Obwohl klein, spielte Lónya eine geschichtliche Rolle als Sitz der in der Region bedeutenden Adelsfamilie Lónyay, die dem Ort auch ihren Familiennamen verdankt. Ende des 14. Jahrhunderts spaltete sich das Dorf in zwei Siedlungen: in Kislónya und Nagylónya; die Familie Lónyay wohnte in Nagylónya. 1934 wurden Kislónya und Nagylónya wieder zu Lónya vereinigt.

## Sehenswürdigkeiten

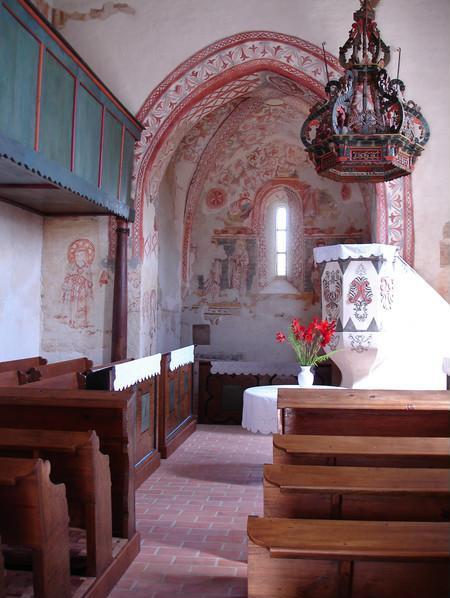
Die Kirche

Das Dorf ist klein, hat aber viele Sehenswürdigkeiten. Die reformierte protestantische Kirche im romanischen Stil mit dem bemalten Kassettenplafond aus dem XIII. Jahrhundert steht in der Kossuth utca 91. Die Kirche besteht aus einem Raum, besitzt keinen Turm. Der im Garten der Kirche auf einem Balkengrund stehende Glockenturm mit vier Seitentürmen aus dem Jahre 1781 ist ein Kunstdenkmal. Rumpf und Dach sind mit Holzschindeln bedeckt, der Helm des 26,5 Meter hohen Turmes ist mit vier kleineren Türmen – Sohntürmen – geschmückt.
Ein 6,3 Hektar großer Schlosspark gehörte zum Lónyay-Schloss, das 1965 abbrannte. Im Park sind noch einige interessante Pflanzen zu sehen: die Allee aus Kastanien, fünf 26 Meter hohe Pyramideneichenbäume, die schon mindestens 120 Jahre alt sind, aber auch die Früh- und Tatarenahornbäume sind mehr als 100 Jahre alt.

## Söhne und Töchter der Gemeinde
- Menyhért Lónyay (1822–1884), Politiker, Finanz- und Premierminister 1871–1872
- Jolán Babus (1917–1967), Lehrerin und Volkskundlerin, wuchs in Lónya auf

## Gemeindepartnerschaft
- Solowka (Соловка), (Ukraine)

## Verkehr
Durch Lónya verläuft die Landstraße Nr. 4113, auf die die Nebenstraßen Nr. 41109 und Nr. 41111 treffen. Der nächstgelegene Bahnhof befindet sich jenseits der Theiß gut vier Kilometer westlich in der Stadt Mándok.

## Weblinks

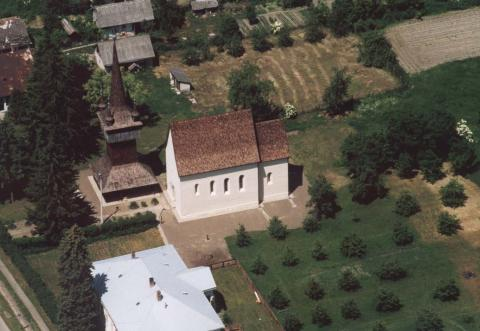
Luftaufnahme von Lónya